# Jak vycvičit draka
Jak vycvičit draka (anglicky How to Train Your Dragon) je americká mediální franšíza, kterou vytvořilo animátorské studio DreamWorks Animation jako volnou interpretaci knižní předlohy pro děti od britské spisovatelky Cressidy Cowellové. Tato franšíza obsahuje tři celovečerní animované filmy Jak vycvičit draka (2010), Jak vycvičit draka 2 (2014) a Jak vycvičit draka 3 (2019). Ty doplňuje volně několik krátkých filmů a na filmy navazuje televizní seriál Jak vycvičit draky, jenž se odehrává bezprostředně po skončení prvního filmu a je prequelem druhého filmu.
Celá franšíza popisuje dobrodružné příběhy mladého vikingského chlapce jménem Škyťák, jenž je jediným synem náčelníka Kliďase Velikána. Žije na odlehlém ostrově Blp (Berk), kde je jediná, stejnojmenná vesnice. Škyťák byl na začátku považován za přítěž a nemotoru, zvláště kvůli své nevikingsky štíhlé a nesvalnaté postavě, ale brzy si získal přízeň členů svého kmene tím, že se stal prvotřídním znalcem draků. Začínal s drakem Bezzubkou, který patřil k jednomu z nejvzácnějších dračích druhů: k nočním běsům. Bezzubku si osedlal, vycvičil k společnému letu s umělým ocasním křídlem, sloužícím Bezzubkovi jako protéza, a stali se nerozlučnými přáteli. Později naučil sedlat draky i své přátele a nakonec všechny obyvatele Blpu. Utvořil a velel dračí letce, jež bránila ostrov před nepřáteli, kteří začali Blp napadat, neboť se stal díky alianci lidí a draků lákavým soustem pro chamtivé cizince. Škyťák i Bezzubka se nakonec stali vůdci svého lidu resp. dračího roje a hledali způsoby, jak zajistit trvalý mír mezi lidmi a draky. Režisér všech tří filmů Dean DeBlois v nich popisoval Škyťákovo dospívání v muže, přičemž mezi prvním a druhým filmem došlo ke skoku pěti let a mezi druhým a třetím dílem uplynul jeden rok.

## Filmy
| Název                         | Původní název                              | Datum vydání v USA            | Režie                         | Scénář                                       | Produkce                               |
| Originální animovaná trilogie | Originální animovaná trilogie              | Originální animovaná trilogie | Originální animovaná trilogie | Originální animovaná trilogie                | Originální animovaná trilogie          |
| ----------------------------- | ------------------------------------------ | ----------------------------- | ----------------------------- | -------------------------------------------- | -------------------------------------- |
| Jak vycvičit draka            | How to Train Your Dragon                   | 26. března 2010               | Chris Sanders a Dean DeBlois  | William Davies, Dean DeBlois a Chris Sanders | Bonnie Arnold                          |
| Jak vycvičit draka 2          | How to Train Your Dragon 2                 | 13. června 2014               | Dean DeBlois                  | Dean DeBlois                                 | Bonnie Arnold                          |
| Jak vycvičit draka 3          | How to Train Your Dragon: The Hidden World | 22. února 2019                | Dean DeBlois                  | Dean DeBlois                                 | Bonnie Arnold a Brad Lewis             |
| Hrané filmy                   |                                            |                               |                               |                                              |                                        |
| Jak vycvičit draka            | How to Train Your Dragon                   | 13. června 2025               | Dean DeBlois                  | Dean DeBlois                                 | Marc Platt, Dean DeBlois a Adam Siegel |

## Krátké filmy

### Legenda o Kostikradovi
Jak vycvičit draka: Legenda o Kostikradovi (anglicky Legend of the Boneknapper Dragon) je 16minutový krátký film, jenž se odehrává krátce po skončení prvního filmu Jak vycvičit draka. Premiéra se odehrála 14. října 2010 na televizním kanále Cartoon Network a následujícího dne vyšla jako bonus v edicích Blu-ray a dvou DVD původního filmu. Tento krátký film vypráví o výpravě Škyťáka, svých přátel a jejich učitele Tlamouna za legendárním drakem Kostikradem, kterého nikdy nikdo neviděl kromě Tlamouna. Zhruba polovina snímku, během níž Tlamoun vypráví o všech svých střetnutích s Kostikradem, byla vytvořena v dvojrozměrné, tradiční animaci, zatímco zbytek je udělán trojrozměrně v kvalitě podobné prvnímu filmu.
Většina obyvatel Blpu si myslela, že je Tlamoun paranoidní, když požár svého domu na začátku příběhu svedl na Kostikrada. Naštvaný Tlamoun se tedy rozhodl jít na moře a Kostikrada zabít. Škyťák ho odmítl pustit samotného a přesvědčil své vrstevníky, aby ho doprovodili. Během cesty jim Tlamoun vyprávěl, jak za mlada během rodinného výletu narazil na ledovec, v němž byla zamrzlá lidská těla a zlatá skříňka. Uvnitř byla malá kůstka, kterou Tlamoun od té doby nosil na svém opasku jako knoflík. Napadl ho Kostikrad, před nímž utekl zpět na loďku. Další vyprávění Tlamouna o ostatních střetnutích s Kostikradem vypadala ještě neuvěřitelněji, když zahrnovala kladivouny žraloky, kladivouny velryby, kladivouna jaka a dokonce Tóra. Vyprávění bylo pro mladou posádku tak nudné, že přestali sledovat dění a ztroskotali na pustém ostrově. Tlamoun nalíčil na Kostikrada past, použil Rybinohu jako návnadu a dále vyprávěl. V ten moment dorazil potichu Kostikrad a zaujal útočnou pozici. Po nevalném pokusu draka obaleného kostmi jiných zvířat zařvat se všichni schovali do nalíčené pasti z velkých kostí. Situace vypadala beznadějně, než si Škyťák všiml, že Kostikrad má na krku díru o stejném tvaru jako Tlamounova kůstka na opasku, a došlo mu, že Tlamouna pronásledoval celá léta právě kvůli ní, aby mohl pořádně řvát. Tlamoun ji nejprve vydat odmítl, ale jakmile drak zaútočil, byl přinucen se kůstky vzdát a hodil ji přímo do místa, kam patří. Drak byl v dokončeném kostěném brnění schopen pořádně zařvat a ukázal jim svou pravou, přátelskou povahu. Tlamoun začal Kostikrada respektovat a považovat za přítele, jenž všechny odvezl na svém hřbetu zpět na Blp. Rybinoha si všiml, že Kostikrad řve s intonací pro páření, a tak se v jejich blízkosti objevili další čtyři jedinci jeho druhu. Příběh končí, když Tlamoun prohlásil, že nyní mu to konečně budou lidé věřit.

### Lexikon draků
Jak vycvičit draka: Lexikon draků (anglicky Book of Dragons) je 18minutový krátký film. Byl vydán dne 15. listopadu 2011 na DVD a Blu-ray společně s dalším krátkým filmem Jak vycvičit draka na Vánoce.
Během příběhu listují Škyťák, Astrid, Rybinoha, Bezzubka a Tlamoun knihou o dracích, kde je odhaleno tajemství o plemenech, z nichž mnohá dosud v sérii nebyla spatřena. Kniha, kterou kdysi jako první sepsal jistý Viking jménem Bork Udatný, popisuje celkem čtrnáct různých plemen, která spadají do sedmi tříd. Nové druhy byly později ukázány v kreslených seriálech. Během snímku se účinkující shodli, že kniha potřebuje aktualizaci. Níže uvedené informace jsou proto nejen z této knihy, ale i z pozdějších poznatků.
Ohnivá třída
- Hrůzák hrozivý (Terrible Terror) - malý, délka 1 až 2 metry, rozpětí křídel téměř 2 metry, hmotnost 9 kg. Převaha zelenorůžového zbarvení, úzké bodliny na hřbetě. Je velmi společenský, loví ve velkých skupinách. Chrlí oheň s vysokou přesností, zpívá.
- Děsovec obludný (Monstrous Nightmare) - velký, délka až 18,5 metrů, rozpětí křídel téměř 21 metrů, hmotnost 2290 kg. Různé zbarvení s převahou červené, dva drápy na každém křídle, dva páry dlouhých rohů na hlavě a rohy na nose, ostré bodliny na hřbetě, hadí krk a dlouhý ocas, vylučuje hořlavý sekret podobný kerosinu. Jsou hrdí, nebojácní a jedni z nejsilnějších, čehož si jsou vědomi a dávají to najevo. Chrlí oheň a díky sekretu jsou schopni samovznítit celé své tělo a dštít kolem sebe kromě ohně i děs.

Kamenná třída
- Garvan (Gronckle) - středně velký, délka přes 4 metry, rozpětí křídel 5,5 metrů, hmotnost 2600 kg. Převaha odstínů hnědé, široké, sádelnaté tělo, velmi široká tlama s ostrými špičáky, krátký, tupý roh nad nosem, kyj na konci ocasu, hrboly na kůži, malá křídla. Požírají kameny, kterými po vyčerpání ohně rychle dobijí schopnost dštít oheň. Při vylíhnutí vybuchují vejce. Schopni létat do všech směrů či na místě. Pomalí letci, rychlí běžci, celkově líná zvířata, avšak nejsnáze ochočitelná, mají povahu podobnou jako psi.
- Plíživá smrt (Whispering Death) - velký, délka 29 metrů, rozpětí křídel přes 8 metrů, hmotnost 907 kg. Šedozelené zbarvení těla, červené bodliny, velká hlava, obří tlama, uvnitř několik řad rotujících zubů, tělo pokryté bodlinami, velmi dlouhé a úzké tělo a ocas. Rotujícími zuby se prokousávají podzemím, vystřelují bodliny, nasáváním vzduchu vytvářejí vakuový efekt. Loví z podzemí. Extrémně nebezpeční, téměř nemožný trénink, bojí se jich i ostatní druhy draků.

Děsivá třída
- Zipák (Hideous Zippleback) - velký, délka přes 20 metrů, rozpětí křídel 11,5 metrů, hmotnost 2740 kg. Zelená, modrá nebo zlatá barva kůže, dvě hlavy, dva ocasy, roh na každém čumáku, malé ploché desky vyrůstající na hřbetě, obou krcích a ocasech. Jedna hlava chrlí výbušný plyn, druhá ho jiskrným výbojem zapaluje, nebo ho užívají k zmatení nepřítele a úniku. Schopni útoku "hořící uroboros", kdy sami sebe podpálí, kousnou se do vlastních ocasů a šíří oheň jako valící se balvan. Hlavy jsou schopné se domluvit vysíláním signálů nervovou soustavou. Trénink je možný, pokud se majitel stará o obě hlavy stejně.
- Snaptrapper (Snaptrapper) - velký, délka přes 20 metrů, rozpětí křídel 10,7 metrů, hmotnost 2630 kg. Převládající zelené zbarvení, čtyři hlavy s trojdílnou čelistí připomínající květ, rozštěpený ocas ve tvaru vidličky, porostlý bodlinami od krků k ocasu ve tvaru listí. Maskují se v husté vegetaci, vylučují sladkou, čokoládovou vůni k lákání kořisti do svých doširoka otevřených tlam, jsou prudce jedovatí, milují bahno a déšť. Trénink je možný, pokud se majitel stará o všechny čtyři hlavy stejně.

Ostnatá třída
- Nodr smrťák (Deadly Nadder) - středně velký, délka kolem 9 metrů, rozpětí křídel 12,8 metrů, hmotnost 1190 kg. Různě zbarvený, roh na nosu, na hlavě koruna z dlouhých klů, křídla zakončená ostrými trny, ocas pokrytý vystřelovacími bodlinami, zobákovitá horní čelist, jen dvě tlapy, dinosauří vzhled. Dští oheň, ocasem střílejí bodliny napuštěné jedem, mají velmi dobrý čich, velkou rychlost a výdrž. Trénink je obtížný jen na začátku, než se Nodr i člověk naučí uklidnit se, aby nevystřeloval bodliny.
- Rubavec (Timberjack) - velký, délka 18,3 metrů, rozpětí křídel 27,5 metrů, hmotnost 408 kg. Zbarvení hnědé, zespodu světle hnědé, velmi štíhlé hadovité tělo, obrovská křídla s velkými bodlinami ostrými jak břitva, malá hlava s dvěma dlouhými, zahnutými rohy, fous pod bradou, nemá krok křídel žádné končetiny. Vylučují zvláštní olej, který zapalují podobně jako děsovci obludní, dovedou útočit ohnivým prstencem s devastujícím účinkem, využívají křídla jako štít za letu, při boji i během spánku, kdy je složí nad sebou jako stan. Jsou schopni křídly kosit stromy. Jsou velmi samotářští, výcvik je obtížný, ale ne nemožný, pokud člověk drbe rubavce na zádech, kam si sám nedosáhne.

Mořská třída
- Gejzírník (Scauldron) - velký, délka 31,3 metrů, rozpětí křídel 31,8 metrů, hmotnost 1360 kg. Zelené, žluté, oranžové nebo červené zbarvení, dlouhý krk, zahnutý roh na nose, elastická dutina na dolní čelisti, ocas ve tvaru vějíře, obří žaludek, malé tlapy s dlouhými drápy. Ačkoliv jsou podmořským druhem, mají stále ještě vnitřní biologické mechanismy, umožňující plivat oheň, ačkoliv to používají k dštění vařící vody nebo páry. Jsou jedovatí (člověk zemře za 24 hodin), v drápech mají velkou sílu a jsou schopni sledovat zdroje elektřiny. Nemohou se dlouhodobě vyskytovat mimo vodu, jinak vyschne kůže a jsou zranitelní. Výcvik je téměř nemožný.
- Hromohlas (Thunderdrum) - velký, délka 20,7 metrů, rozpětí křídel 16,3 metrů, hmotnost 400 kg. Většinou modré, vzácněji fialové nebo zelené zbarvení, vždy bílé břicho, velmi široká tlama, na nose zahnutý roh, malé tlapy, dva páry křídel, bodliny po hřbetě. Při plavání se zbavují přebytečného vzduchu z těla, jsou téměř hluší, řevem vytvoří rázovou vlnu na hranici ultrazvuku, jež odhodí stranou vše v dosahu, která je slyšet na míle daleko, člověka při přímém zásahu nablízko usmrtí a ostatním drakům vyfouká jejich oheň. Přes malou hmotnost disponují velmi velkou fyzickou silou. Výcvik je velmi náročný kvůli náročné povaze a hluchotě. Výcvik mláďat je úplně nemožný.

Mysteriózní třída
- Žíravec (Changewing) - středně velký, délka 16 metrů, rozpětí křídel 9,15 metrů, hmotnost 430 kg. Štíhlý, roh na čumáku, dva postranní rohy vyrůstající z hlavy, dvě několik metrů dlouhá tykadla porostlá výrůstky připomínající listí, od krku po ocas porostlý pláty připomínající listí. Dovedou se velmi dobře maskovat, jsou prudce jedovatí a dští velmi silnou kyselinu (i čerstvě vylíhnutá mláďata), umějí hypnózu (draků i lidí) a jsou výborní lezci. Výcvik je nemožný, kvůli jeho žíravosti je nebezpečné i nemožné ho držet v zajetí, avšak člověka, který se pokouší ho napodobit, považuje za fascinujícího.
- Kostilam (Boneknapper) - velký, neznámá velikost, neznámá hmotnost. Neznámá barva kůže, neboť si tvoří brnění z kostí mrtvých draků se zesíleným koncem ocasu, který používají k útoku jako kyj. Umějí dštít oheň.

Útočná třída
- Skřipouch (Skrill) - středně velký, délka 7,9 metrů, rozpětí křídel 12,2 metrů, hmotnost 815 kg. Různá zbarvení se světlým břichem, roh na nose, pod dolní čelistí a mnoho bodlin tvořících korunu kolem hlavy, velmi ostré kovové ostny na páteři a na ocasu, dlouhé drápy na širokých křídlech. Uchovávají elektrickou energii z bouřkových mraků pomocí kovových ostnů, kterou pak využívá pliváním elektrického proudu skrze ústy na velké vzdálenosti, dále vytvářejí elektrické pole na křídlech k absorpci útoků jiných draků, jsou schopni hibernací překonat i zamrznutí v ledu. Výcvik je nemožný, ale je možné si získat přízeň prostřednictvím kovových předmětů.
- Noční běs (Night Fury) - středně velký, původně byly rozměry i vzhled neznámé, popsán byl jako „pekelný potomek ohnivého blesku a samotné smrti.“ Později už ne. Délka 8 metrů, rozpětí křídel 13,7 metrů, hmotnost 800 kg. Zbarvení černé jako uhel, výrůstky podobné uším tvořící malou korunu kolem hlavy, kočičí oči, zatahovací zuby, druhotná křídla, ocasní křídla. Nedští oheň, ale ionizované plasma podobné autogenu, které vystřeluje prudce před sebe a vybuchuje po srážce s překážkou nebo ve vzduchu při nedostatku kyslíku. Je schopen regulovat sílu střely od těch, které lze odrazit štítem, až po velmi silné, které zničí jedinou ranou celou věž s obrovským katapultem nebo celou loď. Škody umí dále zvýšit střelbou při střemhlavém letu. Pokud útočí v noci, je pro ostatní díky svému zbarvení zcela neviditelný. Při průletu vybuchlou střelou se dovede zahalit do okolního prostředí a zcela zmizet jako skutečně neviditelný. Je fyzicky velmi silný, mrštný a patří k nejrychleji létajícím drakům. Zrak má sice adaptovaný na tmu, ale v úplné tmě třeba v jeskyni se spoléhá na echolokaci. Intelektem předčí všechny ostatní druhy draků. Jako dospělý je schopen přepnout se do modu alfy, kdy mu začne modře zářit tělo a výrazně se zvýší fyzická síla i střelba. Jelikož jediný jedinec, který byl vycvičen, byl cvičen po zranění a za podmínek, kdy mu nic jiného nezbývalo, není známo, jak náročný by byl výcvik divokého a zdravého nočního běse, kteří se jinak blízkému kontaktu s člověkem vyhýbají.

### Jak vycvičit draka na Vánoce
Jak vycvičit draka na Vánoce (anglicky Gift of the Night Fury) je 22minutový krátký film pojatý jako vánoční speciální díl, který režíroval Tom Owens. Vyšel 15. listopadu 2011 na DVD a Blu-ray společně s Knihou draků.
Vikingové na Blpu slaví každou zimu svátek zvaný „Žránoce“ (Snoggletog). Několik dnů před svátkem, který obyvatelé poprvé v dějinách slaví společně s draky, všichni draci neočekávaně odletěli z ostrova, kromě Bezzubky, který nedovede létat sám. Škyťák mu proto jako žránoční dárek vyrobil novou, plně automatickou protézu levého ocasního křídla, aby mohl létat bez něj, a tak mu zároveň dal svobodu. Bezzubka tedy odletěl také. O tři dny později garvaní dračice Flákota, kterou si Rybinoha potají podržel v řetězech doma, utekla a nechtěně s sebou vzala i Škyťáka. Flákota doletěla na ostrov s horkými prameny, kde všichni draci z vesnice nakladli vejce. Všichni kromě Bezzubky, jenž létal neznámo kde. Mezitím objevili Škyťákovi přátelé na Blpu dračí vejce ve Flákotině hnízdě, které roznesli po vsi, aby zahnali obyvatelům smutek z toho, že je draci opustili. Jenže vajíčka se začala líhnout a vybuchovala (nevybuchovala by pod vodou), čímž způsobovala značné škody. Na ostrově s horkými prameny Škyťák objevil Buřinu patřící Astrid a Tesáka patřícího Snoplivcovi s jejich čerstvě vylíhnutými mláďaty. Když se zeptal, kdy se vrátí domů, nechtěně spustil u všech draků touhu migrovat zpátky na Blp, kam dopravil vylíhlá mláďata, která nedoletí až tak daleko, na poškozené loďce, kterou zde našel. Blpané byli šťastní ze shledání se svými draky i s novými mláďaty, jen Bezzubka se pořád ještě nevrátil. Během slavnosti se Bezzubka konečně vrátil a měl Škyťákovu ztracenou helmu, došlo tedy ke šťastnému shledání. Druhý den ráno Bezzubka zničil svou novou automatickou protézu a žádal Škyťáka, aby mu nainstaloval starou, manuálně ovládanou. Takto dal Škyťákovi lepší dárek než ztracenou helmu: své přátelství.

### Úsvit dračích závodníků
Jak vycvičit draky: Úsvit dračích závodníků (anglicky Dawn of the Dragon Racers) je 25minutový krátký film, jenž byl vydán 11. listopadu 2014 na DVD, na Blu-ray i digitálně společně s filmem Jak vycvičit draka 2. Samostatného vydání na DVD se dočkal 3. března 2015 společně s Lexikonem draků a s Legendou o Kostikradovi. Krátký film byl režírován Johnem Sanfordem a Elainem Boganem.
Příběh se odehrává zhruba dva roky po skončení prvního filmu, tedy tři roky před druhým dílem a těsně po skončení druhé řady seriálu Jak vycvičit draky. Škyťák a Snoplivec se připravují tréninkem chytání katapultované ovce na zkušební provoz v dračím závodišti na Blpu. A pak vzpomínají, jak tyto závody začaly.

### Jak vycvičit draka: Návrat
Jak vycvičit draka: Návrat (anglicky How to Train Your Dragon: Homecoming) je 22minutový krátký film, druhý takový ze série Jak vycvičit draka, jenž je pojatý jako vánoční speciální díl. Odehrává se téměř deset let po události, kdy Vikingové a jejich draci ukončili své soužití, aby se draci mohli před lidmi schovat ve Skrytém světě, jak bylo popsáno ve filmu Jak vycvičit draka 3, avšak odehrává se těsně před epilogem filmu. Premiéru měl tento krátký film na stanici NBC dne 3. prosince 2019.
Na Novém Blpu se obyvatelé chystali na zimní svátek „žránoce“, kdy lidé obdarovávali nejen jeden druhého, ale i své nepřítomné draky jejich oblíbenými pochoutkami z ryb. Avšak Škyťákova a Astridina dcera Zefýra, jež měla velký smysl pro lov a dobrodružství, považovala draky za nebezpečné zrůdy, neboť nedávno nalezla a přečetla Knihu draků, která Škyťákovi zůstala po jeho otci Kliďasovi. A podařilo se jí strhnout i svého bratříčka Ždibka. Astrid se Škyťákem se proto rozhodli obnovit divadlo, starou žránoční tradici, aby jim ukázali, jak se lidé a draci spřátelili. Tlamoun jim pomohl divadlo narychlo zorganizovat. Mezitím Bezzubka ve Skrytém světě maloval do písku svým třem mláďatům podobu Škyťáka, na kterého nezapomněl. Jedno z mláďat zatoužilo Škyťáka poznat, a tak přesvědčilo oba sourozence, aby pod rouškou tmy utekli svým spícím rodičům a hledali Nový Blp, jehož tvar Bezzubka dobře vystihl v nákresu. Následující den Tlamoun představil návrh scénáře, který chtěl pro sebe pojmout jako uctění památky Kliďase, na kterého se podle něj začalo zapomínat. Škyťák musel udržet na uzdě nejen příliš unešeného Tlamouna, ale i své děti, které na něm testovaly své vynálezy na ochranu před draky. Dalšího dne se vydali vyděšení Bezzubka s Bílou Běskou hledat svá mláďata, kterým se již povedlo Nový Blp najít. Mláďatům se povedlo prozkoumat vesnici i jeviště, aniž by je někdo spatřil, a usadila se na kopečku, odkud chtěla sledovat představení. Zde už na všechny tři ale čekali jejich rozzuření rodiče Bezzubka a Bílá Běska. Jejich zlobu přerušila hudba, neboť představení (spíše fraška) začalo. Ťafan hrál Škyťáka, Tlamoun Kliďase a Škyťák v kovové masce Bezzubku a let ovládal systémem kladek a pák uvnitř masky. Zatímco Ždibek byl nadšen, Zefýra nevěnovala pozornost a vyřezávala si šípy. Tlamouna představení dojalo tak, že se šel vysmrkat do opony a nechtěně přitom shodil své fousy do ohně, od něhož chytla lana a následně kulisy. Situaci zhoršili kulisáři Rafana a Rybinoha, kteří nesledovali dění a líbali se, a tak neuhasili vznikající požár. Nastal chaos, Škyťák ve své masce, kterou nešlo vidět ven, spadl na hořící jeviště, otřesen začal z masky chrlit modrý oheň mezi diváky a hrozilo, že se zřítí ze skály za jevištěm. Škyťák nakonec opravdu spadl a Bezzubka ho rychle letěl zachránit, postavil ho zpět na jeviště, ale ten nebyl schopen v masce, přes níž nešlo vidět, poznat svého draka. Oheň byl mezitím uhašen, a tak si v kouři Bezzubka zahrál sám sebe, když Tlamoun coby Kliďas improvizoval, zda mu dovolí ochočit si ho něžným dotykem. Zefýra v úžasu sledovala, jak se Bezzubka dotkl čumákem Tlamounovy nastavené umělé ruky. To zároveň Bezzubka pokynul mláďatům, aby je poučil, jak má první komunikace s člověkem vypadat. Tlamoun sklidil aplaus publika a Zefýra se vkradla za jeviště, aby svému tátovi poděkovala za krásné představení. Zde poznala, že Bezzubka, kterého viděla, nebyl její převlečený otec, ale skutečný drak. Pak spatřila i Bezzubkovu rodinu a s úsměvem odešla. Pak tancovala kolem své matky i stále ještě otřeseného Škyťáka, vysvobozeného z jeho masky, že miluje draky a proč jí neřekl, že ho sem přivede. Škyťák poděkoval Tlamounovi za skvělé uctění památky Kliďase a s Astrid ho pozvali domů na žránoční večeři. Zefýra ale ostatní nejprve zastavila, aby aktivovala před vchodem vhozením helmy svou nastraženou past z palcátu a šípů. Uvnitř je čekalo překvapení. Bezzubka tam zanechal zeleně fluoreskující stalagmit ze Skrytého světa a snědl své ryby. Vyběhli ven a proti měsíci spatřili všech pět draků. Astrid dostala nápad, že by jim měli oplatit návštěvu. Film končí záběrem epilogu z třetího filmu, kdy Škyťák se Ždibkem letí na Bezzubkovi a Astrid se Zefýrou na Buřině.

### Žránoční záznam
Žránoční záznam (anglicky Snoggletog Log) je 28minutový krátký film, jenž snímá jediná kamera proti žránočně vyzdobenému krbu ve Škyťákově a Astidině domě po celých 28 minut. Na začátku Tlamoun postavil kotlík na žránoční guláš a ve zhruba minutových intervalech se tam střídaly různé postavy včetně draků, aby zahráli svou několik sekund dlouhou roli. Čas od času nechtíc něco přimíchali do guláše, například smetí nebo velkého ošklivého pavouka. Na konci se všichni sešli, aby snědli Tlamounův guláš, načež všichni poprskali kameru tak, že nebylo přes ni nic vidět.

### Knižní série
Jedná se o sérii dvanácti knih pro děti, které mezi léty 2003 až 2015 sepsala britská spisovatelka Cressida Cowellová. Její příběhy se zaměřují na Škyťákova dobrodružství, kde musí čelit mnoha nástrahám a překážkám, aby se stal hrdinou svého lidu. Jednotlivé příběhy jsou docela jiné, než jak jsou známé z filmů a seriálů.

### Komiksy
Od roku 2014 začala v Titan Comics vycházet komiksová série s názvem Dragons: Riders of Berk. První díl se jmenoval Dragon Down. Autory komiksů byli Simon Furman a kreslíř Iwan Nazif. Ještě v témže roce vyšlo pokračování s názvem Dangers of the Deep, a o rok později vyšly třetí díl The Ice Castle, čtvrtý díl The Stowaway, pátý díl The Legend of Ragnarok a šestý díl Underworld. V roce 2016 vyšly další tři pokračování s názvy Dragons: Defenders of Berk, The Endless Night a Snowmageddon.

### Grafické romány
Vydavatelská společnost Dark Horse Comics v roce 2016 zahájila vydávání ilustrovaných, grafických románů na motivy této franšízy. Prvním počinem bylo dílo How to Train Your Dragon: The Serpent's Heir. Autory grafických románů byli Dean DeBlois, jenž napsal scénář a také režíroval filmy, Richard Hamilton, jenž napsal scénář k seriálu Jak vycvičit draky: Závod na hřeben, a produkční designér druhého filmu Pierre-Olivier Vincent, jenž byl ilustrátorem. Dějově spadají mezi druhý a třetí film s tím, že první grafický román začíná přesně tam, kde skončil druhý film.